# Первая Английская гражданская война
Первая английская гражданская война (англ. First English Civil War) — война между королём и парламентом, которая шла с 1642 по 1646 год и была частью Войн трёх королевств (1639—1653). Споры о роли парламента начались с момента восшествия на трон короля Якова I в 1603 году и обострились в годы абсолютизма при Карле I. В 1640 году Карл созвал парламент, ожидая его помощи в войне с шотландскими ковенанторами, но парламент потребовал расширения своих полномочий, на что король не согласился. В 1642 году трения с парламентом перешли в войну. Ожидалось, что спор будет решён одним сражением, но эти предположения не оправдались. Роялисты одержали ряд побед в 1643 году, что заставило парламент заключить союз с шотландцами. Это помогло ему одержать несколько побед, в том числе в сражении при Марстон-Муре, но развить успех не получилось, и тогда в феврале 1645 года парламент начал создавать Армию нового образца. Это была первая в истории Англии регулярная армия на содержании государства. В июне 1645 года этой армии удалось разбить роялистов в сражении при Нейзби. К июню 1646 года роялисты были окончательно разбиты, а король попал в плен. Но и после этого он отказался выполнить предъявленные ему требования, а в среде его противников начались конфликты. Это привело к началу Второй английской гражданской войны в 1648 году.

### Статьи
- C. V. Wedgwood. The Covenanters in the First Civil War (англ.) // The Scottish Historical Review. — Edinburgh University Press, 1960. — Vol. 39, iss. 127. — P. 1—15.